# Eldin Jakupović
Eldin Jakupović (Kozarac, 2 ottobre 1984) è un ex calciatore bosniaco naturalizzato svizzero, di ruolo portiere.

## Biografia
Nato in Jugoslavia (oggi Bosnia ed Erzegovina), si è trasferito in Svizzera quando era ancora bambino a causa della guerra.

## Carriera

### Club

#### Gli inizi
Ha iniziato a giocare nel 2004 nel Grasshoppers che l'anno seguente l'ha mandato in prestito al Thun.

#### Lokomotiv Mosca e prestito al Grasshoppers
Nel marzo del 2006 viene acquistato dai russi del Lokomotiv Mosca. Nell'agosto 2007 fa ritorno in prestito biennale alla squadra di Zurigo.
Il 29 settembre 2007 ha realizzato un gol al 94' contro lo Young Boys, fissando il risultato finale sul 3-3.
Nel 2009, terminato il periodo in prestito alla squadra svizzera, torna alla Lokomotiv Mosca, con cui tuttavia non disputa alcuna partita. All'inizio del 2010 si svincola dalla squadra russa.

#### Olympiakos e Aris Salonicco
Nell'estate 2010 firma per i greci dell'Olympiakos Volos. La stagione seguente si trasferisce all'Arīs Salonicco, con cui disputa una sola partita, persa 3-2 contro l'Olympiacos.

#### Hull City e parentesi al Leyton Orient
Il 9 luglio 2012 viene acquistato dall'Hull City, con cui firma un contratto biennale. Dopo aver collezionato 31 presenze in campionato, comprese le presenze nei play-off, nel gennaio 2014 passa in prestito breve al Leyton Orient fino all'8 febbraio seguente. Il 29 gennaio 2014, Jakupović viene richiamato all'Hull City, dove rimane fino al 13 febbraio per essere ceduto nuovamente in prestito alla squadra londinese fino al 17 maggio, salvo essere richiamato il 27 marzo 2014.
Il 9 luglio 2014, firmato un nuovo contratto biennale con l'Hull City, iniziando la stagione come terzo portiere dietro a Allan McGregor e Steve Harper. Fa il suo esordio stagionale il 18 ottobre, nella trasferta pareggiata 2-2 contro l'Arsenal, sostituendo all'intervallo l'infortunato Harper e subendo nei minuti di recupero finali il goal di Danny Welbeck. La settimana seguente parte titolare nel pareggio a reti inviolate sul campo del Liverpool.
Il 24 giugno 2016, rinnova per altre due stagioni con le Tigri e, visto l'infortunio alla schiena di McGregor, inizia la stagione da titolare, debuttando nella vittoria alla prima giornata contro i campioni in carica del Leicester City.

#### Leicester City ed Everton
Nel luglio 2017, dopo la retrocessione dell'Hull City in Football League Championship, firma un contratto triennale con il Leicester City. Esordisce nella partita del terzo turno di FA Cup contro il Fleetwood Town. Il 18 giugno 2020 prolunga per un'altra stagione con le Foxes, fino a quando, il 10 giugno 2022, viene annunciato il suo svincolo da parte della società inglese, dopo aver vinto una FA Cup ed una Community Shield.
Rimasto svincolato, il 13 settembre 2022 viene ingaggiato dall'Everton fino al 31 dicembre successivo come portiere di riserva, a seguito degli infortuni di Jordan Pickford e Andrew Lonergan.

#### Los Angeles FC
Il 9 gennaio 2023 viene ufficializzato il suo ingaggio a parametro zero dal Los Angeles FC.

### Nazionale
Ha disputato due partite di qualificazione agli Europei di categoria del 2006 con la Nazionale bosniaca Under-21 (contro San Marino e Spagna) prima di essere convocato nella Svizzera Under-21 per un'amichevole contro l'Austria il 1º marzo 2006.
Nel marzo 2007 è stato convocato dalla Nazionale maggiore bosniaca per la partita contro la Norvegia, senza però scendere in campo.
Il 28 maggio 2008 è stato inseriro da Jakob Kuhn nella lista di giocatori della Nazionale maggiore svizzera che ha preso parte all'Europeo 2008, anche in questa occasione senza scendere in campo. Il 20 agosto 2008 ha esordito con la Svizzera nella partita amichevole contro Cipro, vinta per 4-1.

## Statistiche

### Presenze e reti nei club
Statistiche aggiornate al 13 dicembre 2023.
| Stagione                | Squadra                 | Campionato              | Campionato | Campionato | Coppe nazionali | Coppe nazionali | Coppe nazionali | Coppe continentali | Coppe continentali | Coppe continentali | Altre coppe | Altre coppe | Altre coppe | Totale | Totale   |
| Stagione                | Squadra                 | Comp                    | Pres       | Reti       | Comp            | Pres            | Reti            | Comp               | Pres               | Reti               | Comp        | Pres        | Reti        | Pres   | Reti     |
| ----------------------- | ----------------------- | ----------------------- | ---------- | ---------- | --------------- | --------------- | --------------- | ------------------ | ------------------ | ------------------ | ----------- | ----------- | ----------- | ------ | -------- |
| 2004-2005               | Grasshoppers            | SL                      | 13         | -17        | CS              | 0               | 0               | -                  | -                  | -                  | -           | -           | -           | 13     | -17      |
| 2005-mar. 2006          | Thun                    | SL                      | 22         | -36        | CS              | 3               | -2              | UCL+CU             | 10+2               | -11 + -2           | -           | -           | -           | 37     | -51      |
| mar.-dic. 2006          | Lokomotiv Mosca         | PL                      | 5          | -6         | CR              | 1               | -2              | CU                 | 1                  | -1                 | -           | -           | -           | 7      | -9       |
| gen.-ago. 2007          | Lokomotiv Mosca         | PL                      | 15         | -19        | CR              | 6               | -3              | CU                 | 0                  | 0                  | -           | -           | -           | 21     | -22      |
| ago. 2007-2008          | Grasshoppers            | SL                      | 23         | -32+1      | CS              | 2               | -1              | -                  | -                  | -                  | -           | -           | -           | 25     | -33+1    |
| 2008-2009               | Grasshoppers            | SL                      | 34         | -44        | CS              | 4               | -6              | CInt+CU            | 3+2                | 0 + -6             | -           | -           | -           | 43     | -56      |
| Totale Grasshoppers     | Totale Grasshoppers     | Totale Grasshoppers     | 70         | -93 + 1    |                 | 6               | -7              |                    | 5                  | -6                 |             | -           | -           | 81     | -106 + 1 |
| lug.-dic. 2009          | Lokomotiv Mosca         | PL                      | 0          | 0          | CR              | 0               | 0               | -                  | -                  | -                  | -           | -           | -           | 0      | 0        |
| gen. 2010               | Lokomotiv Mosca         | PL                      | -          | -          | CR              | -               | ?               | UEL                | -                  | -                  | -           | -           | -           | -      | -        |
| Totale Lokomotiv Mosca  | Totale Lokomotiv Mosca  | Totale Lokomotiv Mosca  | 20         | -25        |                 | 7               | -5              |                    | 1                  | -1                 |             | -           | -           | 28     | -31      |
| 2010-2011               | Olympiakos Volos        | SL                      | 27+6       | -23 + -12  | CG              | 3               | -2              | -                  | -                  | -                  | -           | -           | -           | 36     | -37      |
| ago. 2011               | Olympiakos Volos        | SL                      | 0          | 0          | CG              | 0               | 0               | UEL                | 3                  | -1                 | -           | -           | -           | 3      | -1       |
| Totale Olympiakos Volos | Totale Olympiakos Volos | Totale Olympiakos Volos | 33         | -35        |                 | 3               | -2              |                    | 3                  | -1                 |             | -           | -           | 39     | -38      |
| ago. 2011-2012          | Arīs Salonicco          | SL                      | 1          | -3         | CG              | 0               | 0               | -                  | -                  | -                  | -           | -           | -           | 1      | -3       |
| 2012-2013               | Hull City               | FLC                     | 5          | -3         | FACup+CdL       | 3+0             | -3 + 0          | -                  | -                  | -                  | -           | -           | -           | 8      | -6       |
| 2013-gen. 2014          | Hull City               | PL                      | 0          | 0          | FACup+CdL       | 0+1             | 0 + -2          | -                  | -                  | -                  | -           | -           | -           | 1      | -2       |
| gen.-mar. 2014          | Leyton Orient           | FL1                     | 13         | -6         | FACup+CdL       | -               | -               | -                  | -                  | -                  | FLT         | -           | -           | 13     | -6       |
| mar.-giu. 2014          | Hull City               | PL                      | 1          | -3         | FACup+CdL       | -               | -               | -                  | -                  | -                  | -           | -           | -           | 1      | -3       |
| 2014-2015               | Hull City               | PL                      | 3          | -2         | FACup+CdL       | 0               | 0               | UEL                | 0                  | 0                  | -           | -           | -           | 3      | -2       |
| 2015-2016               | Hull City               | FLC                     | 2+3        | -1 + -2    | FACup+CdL       | 4+5             | -5 + -7         | -                  | -                  | -                  | -           | -           | -           | 14     | -15      |
| 2016-2017               | Hull City               | PL                      | 22         | -36        | FACup+CdL       | 2+2             | -4 + -4         | -                  | -                  | -                  | -           | -           | -           | 26     | -44      |
| Totale Hull City        | Totale Hull City        | Totale Hull City        | 36         | -47        |                 | 17              | -25             |                    | 0                  | 0                  |             | -           | -           | 33     | -38      |
| 2017-2018               | Leicester City          | PL                      | 2          | -6         | FACup+CdL       | 2+0             | 0+0             | -                  | -                  | -                  | -           | -           | -           | 4      | -6       |
| 2018-2019               | Leicester City          | PL                      | 0          | 0          | FACup+CdL       | 0+0             | 0+0             | -                  | -                  | -                  | EFLT        | 1           | -2          | 1      | -2       |
| 2019-2020               | Leicester City          | PL                      | 0          | 0          | FACup+CdL       | 0+0             | 0+0             | -                  | -                  | -                  | EFLT        | 2           | -2          | 2      | -2       |
| 2020-2021               | Leicester City          | PL                      | 0          | 0          | FACup+CdL       | 0+0             | 0+0             | UEL                | 0                  | 0                  | -           | -           | -           | 0      | 0        |
| 2021-2022               | Leicester City          | PL                      | 0          | 0          | FACup+CdL       | 0+0             | 0+0             | UEL+UECL           | 0+0                | 0                  | CS          | 0           | 0           | 0      | 0        |
| Totale Leicester City   | Totale Leicester City   | Totale Leicester City   | 2          | -6         |                 | 2               | -0              |                    | 0                  | 0                  |             | 3           | -4          | 7      | -10      |
| set.-dic. 2022          | Everton                 | PL                      | 0          | 0          | FACup+CdL       | 0+0             | 0+0             | -                  | -                  | -                  | -           | -           | -           | 0      | 0        |
| 2023                    | Los Angeles FC          | MLS                     | 2          | -1         | USOC            | 2               | 4               | CCL                | -                  | -                  | LC          | -           | -           | 4      | -5       |
| Totale carriera         | Totale carriera         | Totale carriera         | 199        | -252 + 1   |                 | 40              | -45             |                    | 21                 | -21                |             | 3           | -4          | 263    | -322+1   |

### Cronologia presenze e reti in nazionale
| Cronologia completa delle presenze e delle reti in nazionale ― Svizzera | Cronologia completa delle presenze e delle reti in nazionale ― Svizzera | Cronologia completa delle presenze e delle reti in nazionale ― Svizzera | Cronologia completa delle presenze e delle reti in nazionale ― Svizzera | Cronologia completa delle presenze e delle reti in nazionale ― Svizzera | Cronologia completa delle presenze e delle reti in nazionale ― Svizzera | Cronologia completa delle presenze e delle reti in nazionale ― Svizzera | Cronologia completa delle presenze e delle reti in nazionale ― Svizzera |
| Data                                                                    | Città                                                                   | In casa                                                                 | Risultato                                                               | Ospiti                                                                  | Competizione                                                            | Reti                                                                    | Note                                                                    |
| ----------------------------------------------------------------------- | ----------------------------------------------------------------------- | ----------------------------------------------------------------------- | ----------------------------------------------------------------------- | ----------------------------------------------------------------------- | ----------------------------------------------------------------------- | ----------------------------------------------------------------------- | ----------------------------------------------------------------------- |
| 20-8-2008                                                               | Basilea                                                                 | Svizzera                                                                | 4 – 1                                                                   | Cipro                                                                   | Amichevole                                                              | -1                                                                      |                                                                         |
| Totale                                                                  |                                                                         | Presenze                                                                | 1                                                                       |                                                                         | Reti                                                                    | -1                                                                      |                                                                         |

## Palmarès

### Club

#### Competizioni nazionali
- Coppa d'Inghilterra: 1

Leicester City: 2020-2021
- Community Shield: 1

Leicester City: 2021